# Nietoperek
Nietoperek (niem. Nipter) – wieś w Polsce, położona w województwie lubuskim, w powiecie międzyrzeckim, w gminie Międzyrzecz.

## Miejscowości o nazwie Nietoperek w gminie Międzyrzecz
W gminie Międzyrzecz istnieją: 1 wieś (miejscowość podstawowa), 1 kolonia wsi oraz 1 osada leśna wsi (integralne części miejscowości), o nazwie Nietoperek. Niniejszy artykuł dotyczy wsi Nietoperek, która posiada identyfikator SIMC 0184170. Kolonia wsi Nietoperek o nazwie Nietoperek posiada identyfikator SIMC 0184193. Natomiast osada leśna wsi Nietoperek o nazwie Nietoperek posiada identyfikator SIMC 0184201.

## Położenie
Wieś jest położona ok. 5 km na południe od Międzyrzecza przy drodze ekspresowej S3 (E65) i leży na terenie Zespołu Przyrodniczo-Krajobrazowego Uroczyska Międzyrzeckiego Rejonu Umocnionego.

## Historia
Miejscowość pierwotnie związana była z Wielkopolską. Ma metrykę średniowieczną i istnieje co najmniej od połowy XIII wieku. Wymieniona została po raz pierwszy w łacińskojęzycznym dokumencie z 1452 pod nazwą „Nyethopirek”, 1464 „Nyetopirek”, 1499 „Nyethopyrek”, 1510 „Nyetopyrek”, 1520 „Nyetoperek, Nietoperek”, 1563 „Nietopyrek”, 1564 „Niethoperek”, 1564/65 „Niedoperek” .
Wieś w średniowieczu była własnością króla polskiego i przynależała do zamku międzyrzeckiego. Na przełomie XV i XVI wieku miejscowość była siedzibą własnej parafii w dekanacie międzyrzeckim i leżała w starostwie międzyrzeckim, powiecie poznańskim Korony Królestwa Polskiego .
Miejscowość wspominały historyczne dokumenty prawne, własnościowe i podatkowe. W 1499 została wymieniona w wykazie zaległości podatkowych. W 1509 odbył się pobór od 10 łanów, trzech groszy od karczmy. Sołtys posiadał jeden łan, z którego nic nie płacił. W 1563 miał miejsce pobór od 4,5 łana, jednego łana sołtysiego, oraz od karczmy dorocznej. W 1564 wieś miała 8 łanów powierzchni. W 1580 wieś należała do starosty międzyrzeckiego i płaciła pobór od 6 łanów, 3 zagrodników, 8 groszy płacił komornik, po dwa grosze płaciło 4 komorników. Płatnikiem podatków we wsi byli także rzemieślnik oraz pasterz wypasający 60 owiec .
W 1520 król polski Zygmunt Stary nadał wójtostwo w Międzyrzeczu oraz kilka sołectw w okolicznych wsiach, m.in. w Nietoperku kasztelanowi poznańskiemu Łukaszowi z Górki skonfiskowane z powodu niestawienia się dotychczasowych posiadaczy na pospolite ruszenie .
Miejscowość opisana została w 1564 podczas lustracji starostwa międzyrzeckiego. We wsi mieszkało 9 osiadłych kmieci, którzy posiadali 4,5 śladów. Z każdego z nich płacili 3. złote 14. groszy czynszu oraz oddawali w naturze 2. kury i 30. jaj. W ramach swoich zobowiązań wykonywali również następujące prace: spulchniali role „włócząc” je, a nie orając, ścinali owies, grabili i zwozili go do folwarku, a także zbierali chrust do wykonywania ogrodzeń. Od karczmy karczmarz płacił 20. groszy czynszu. Sołtys zobowiązany był do posług dla zamku w Międzyrzeczu. Płacił on 3. złote i 14. groszy ze swojego śladu roli, stawu rybnego w Nietoperku oraz od 2. podlegających mu zagrodników. Suma dochodów zamku międzyrzeckiego z Nietoperka wynosiła 20. złotych 8. groszy i 9. denarów. W 1564 dziesięcina ze wsi w postaci wiardunku z 8 łanów należała do uposażenia klucza pszczewskiego biskupa poznańskiego. W 1603 kościół w Nietoperku zajęty został przez innowierców .
Wieś królewska należąca do starostwa międzyrzeckiego. Pod koniec XVI wieku leżała w powiecie poznańskim województwa poznańskiego w Rzeczypospolitej Obojga Narodów.
Po rozbiorach wieś znalazła się w zaborze pruskim.
W latach 1975–1998 wieś administracyjnie należała do województwa gorzowskiego.

## Części
| SIMC    | Nazwa      | Rodzaj      |
| ------- | ---------- | ----------- |
| 0184187 | Łęgowskie  | osada       |
| 0184193 | Nietoperek | kolonia     |
| 0184201 | Nietoperek | osada leśna |

## Obiekty

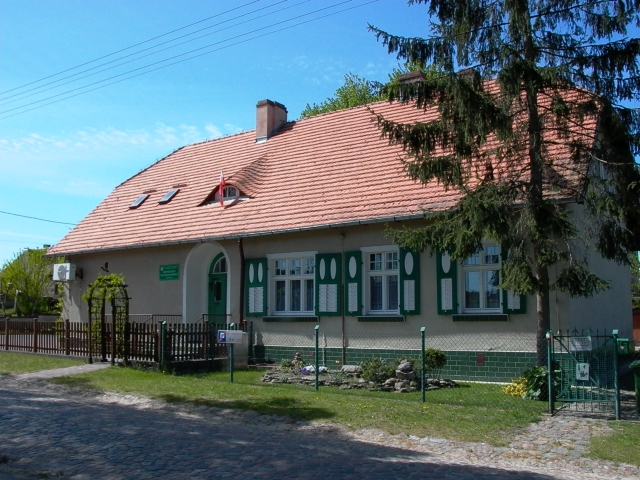
Budynek dawnej Stacji Chiropterologicznej w Nietoperku

Mieściła się tutaj Chiropterologiczna Stacja Edukacyjno-Badawcza Zespołu Parków Krajobrazowych Województwa Lubuskiego, która zajmowała się ochroną nietoperzy w rezerwatach przyrody Nietoperek i prowadziła działalność edukacyjną. Aktualnie została wykupiona przez osoby prywatne.
We wsi znajduje się lapidarium kamieni z nieistniejącej Wieży Bismarcka z 1914 r. Funkcjonuje tu kolej ogrodowa pod nazwą Kolejka Ogrodowa Nietoperek.
Obok Nietoperka zachowały się pozostałości umocnień Międzyrzeckiego Rejonu Umocnionego, w których utworzono Rezerwat przyrody Nietoperek chroniący zimowe siedliska nietoperzy.